# Salami

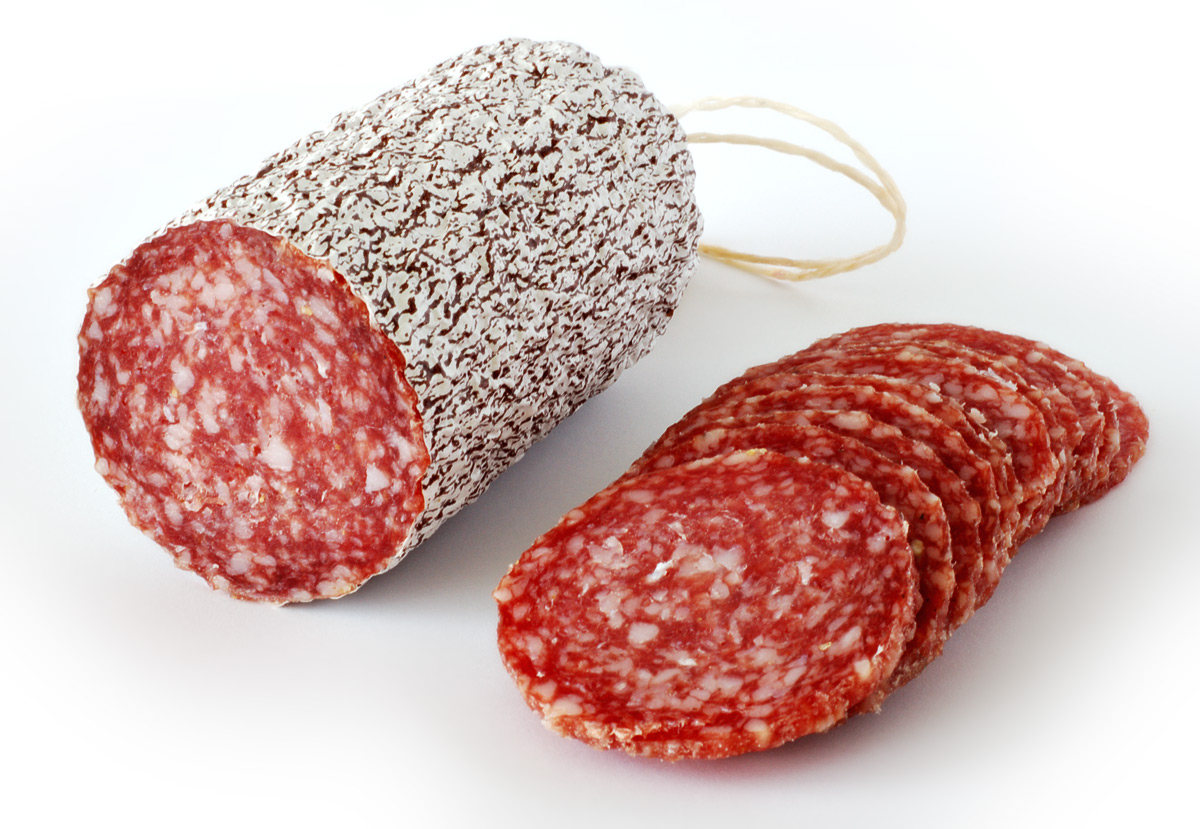
Salami de invierno

El salami o salame (en italiano, la primera forma es originalmente el plural de la segunda, véase uso) es un embutido que se elabora con una mezcla de carnes de vacuno y porcino sazonadas y que es posteriormente ahumado y curado al aire, similar al salchichón. Casi todas las variedades italianas se condimentan con ajo, no así las alemanas. Tradicionalmente se elaboraba con carne de cerdo, pero en la actualidad es cada vez más frecuente que se haga con una mezcla de vacuno (vaca) y cerdo. También hay variedades que llevan solo carne de vacuno. Es típico de la gastronomía de Italia y de la de diversos países de Centroeuropa, como Hungría.

## Uso de la palabra
En italiano salame significa 'embutido salado', es decir para recalcar su sabor salado, o para indicar el empleo de sal en su elaboración. En plural se usa la palabra salami. En muchos de los países hispanohablantes se usa salami para el singular, y salamis para el plural. En el Cono Sur de América se usa el singular etimológico “salame” con el plural “salames”. En Argentina, Paraguay y Uruguay se usa salame y salamín, dependiendo del tamaño.

## Variedades regionales en Italia

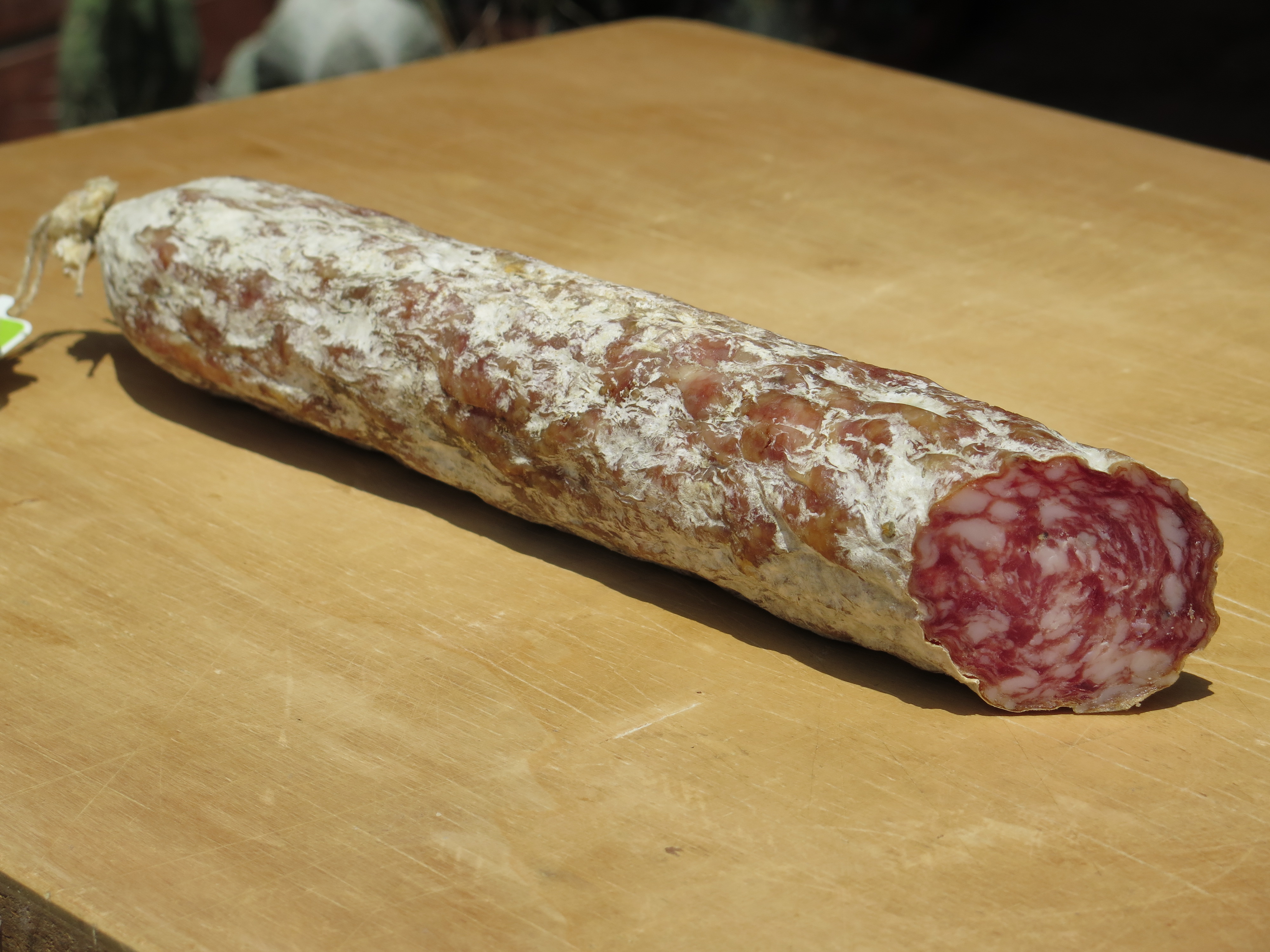
Salami italiano (Friuli)

Existen al menos casi 40 tipos diferentes de salami en Italia. Se puede identificar con el contenido de carne (con las mezclas de carne de cerdo y de ternera) y de grasas, con las especias empleadas, en la duración del secado y con el diámetro del embutido. En Italia el centro de la producción está en Módena desde hace ya muchos años; sin embargo el salame es conocido internacionalmente. Los salami que provienen de Italia están secados al aire, sin embargo el de Nápoles está ligeramente ahumado. En Monteverde, luego de un largo proceso de maduración, se logra un exquisito sabor. Los más conocidos y afamados son los de Bolonia y Bérgamo.
Hoy en día se elabora el salame en casi todos los países europeos, pero estos salami se distinguen bien de los tipos elaborados en Italia. Los elaboradores de salami europeos suelen denominar a sus productos con etiquetas tales como «Al modo de» (en italiano alla maniera de o all uso di), de esta manera se tiene por ejemplo en algunas etiquetas «al modo Milanés» o «al modo Veronés», etc..
En Italia existen para el salame diferentes niveles de calificación, y son: extra, prima, seconda, terza e inferiori. La calidad depende de la elección de los ingredientes; por ejemplo un "Salame extra" puede tener solo carne de cerdo y las otras cualidades solo carne de ternera. No obstante hay diferentes excepciones regionales; por ejemplo el salame de Milán contiene para esta denominación "extra" carne de ternera.
Existen diferentes tipos de salamis o de variantes de salame que se le parecen, tales son la Finocchiona (Hinojona), el Cacciatore (cazador), o las variantes de Spianata (explanada) y la Soppressata (sobreprensada). No olvidando también las denominadas Salsiccia o sea salchichas elaboradas con carne picada y especias (sin airear).

### El salami de Felino
En Italia y en el resto de Europa el salame Felino se empieza a estimar a causa de su delicada dulzura en contraste con los aromas de su curado. Su contenido es carne de cerdo en grandes trozos y tocino de la mejor calidad. Este Salame se elabora en el pequeño pueblo de Felino que se encuentra a 15 kilómetros al sur de Parma. La calidad de este salami no solo proviene del empleo de las mejores carnes sino porque su salazón está bastante equilibrado (2,8 % de sal) siendo además puesto a secar al aire natural de los montes de la provincia de Emilia (al pie de los Apeninos).

Este tipo de salami se pone a curar al aire durante alrededor de tres a seis meses (dependiendo de la calidad), durante los tres primeros meses pierde casi un 25% de su peso. Las viandas de salami de Felino suelen pesar entre 400 hasta los 500 g (o entre 4 y 5 etti, existiendo buenos ejemplares que llegan a alcanzar los 800 o más.

### El salami de Milano
El salame di Milano es el salami producido en Milán; elaborado por igual con carne de cerdo y de vaca, se le añade a la picadura ajo, pimienta y vino blanco. El salami de Milán se reconoce por sus pequeños trozos de grasa blanca en contraste con su profundo color rojo. En Estados Unidos habitualmente este es el salami que puede encontrarse en los restaurantes y en las tiendas.

### El salami veronese
El salami de Verona (salame veronese) pertenece a una elaboración Italiana de gran tradición. Se puede encontrar dos tipos de salami veronese: con ajo (tipo all'aglio) y sin ajo (tipo dolce). Se hace exclusivamente con carne de cerdo y grasa, el contenido de grasa de este salami es ciertamente alto, pudiendo llegar a los 40% o 50% de su peso. El salami veronese se cura al aire durante solo cuatro meses y pierde la cuarta parte de su peso. El embutido listo para su consumo se conserva bastante tiempo.

### El salami de Fabriano
El salami Fabriano se elabora en la ciudad de Fabriano, entre Ancona y Perugia a 1700 m s. n. m. siendo secado por vientos muy fríos. Antiguamente contenía carne de cerdo picada y grasa, así era conocido desde hace siglos en esta región. Hoy en día las fábricas elaboran un salami que contiene también carne de ternera (la mezcla ronda entre el 37% de cerdo y el 25% de vacuno).

### El salami napolitano (o Napoli)
El salami procedente de Nápoles contiene una tercera parte de su peso en carne de cerdo. Se deja secar durante tres meses y tiene un sabor ligeramente picante.

### Otras variedades
Existen otras variedades regionales en Italia tales como salame di Varzi elaborado en Pavia con carne de cerdo y saborizado con vino tinto, el salame Toscano de color muy oscuro, el salame da Sugo (salame de jugo) elaborado en la Ferrara elaborado con carne de cerdo contiene diversas especias mezcladas con vino tinto.

## En la República Dominicana

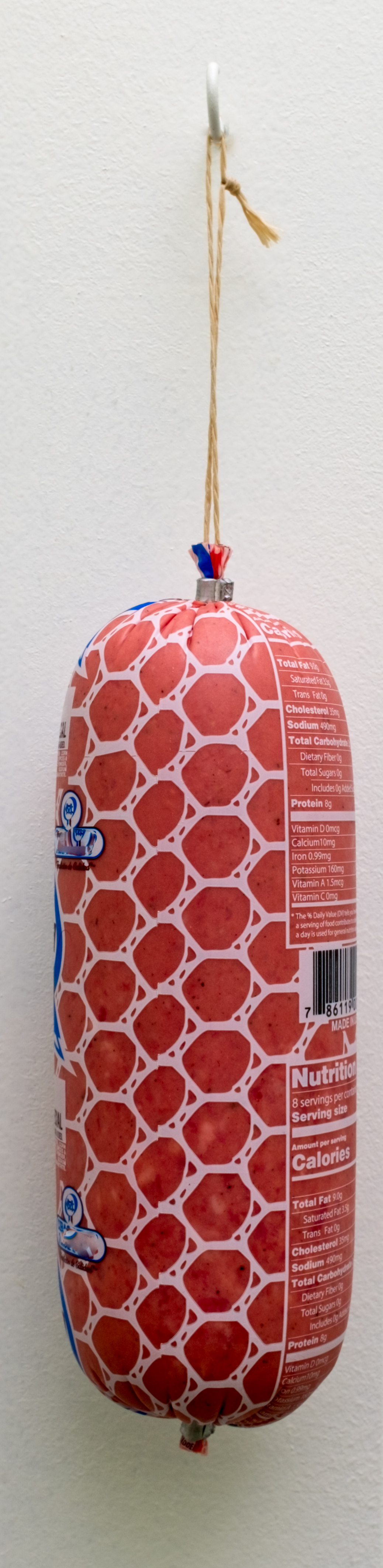
Un salami dominicano

El salami en la República Dominicana forma parte fundamental de la dieta diaria, sobre todo entre las clases más pobres, dado que es un alimento nutritivo y de bajo costo. La variedad más popular es la "Super Especial", se elabora a base de carne de cerdo, vacuno y pollo junto a harinas, enriquecedores y condimentos. Tiene elaboración muy diferente a los demás salamis, siendo precocido pero no curado y usualmente se fríe o se guisa, pues no se acostumbra a comer frío. Algunas compañías le añaden arenque para resaltar el sabor junto a las carnes de cerdo y de vacuno. El país dispone de gran variedad de salamis, aunque su preparación difiere de los métodos e ingredientes tradicionales. Algunos son elaborados a base de cerdo, pavo o pollo, añadiendo naranja agria o aceite de oliva en sus versiones más costosas. Algunas cadenas de supermercados han creado su propia marca de salami, variando la receta original, y contienen 99% de carne, su sabor característico se pierde, aunque son preferidos por aquellas personas con regímenes alimenticios especiales.

## Cono Sur
En Argentina, Chile, Uruguay y Paraguay se llama en singular salame y en plural salames. Junto al jamón, el salame es uno de los fiambres más populares de esos países, siendo –en general– de un tipo muy semejante al salami de Milano. Las variedades de salame producidas en la región se distinguen según su textura interna en picados gruesos, picados finos, sopressattas, y salamines; suelen ser más especiados y así más curtidos, secos (y por esto más oscuros) y duros que los de Italia.
En Argentina surgieron diversos centros productivos a partir de la segunda mitad del siglo XIX, centros en los cuales se estableció una numerosa inmigración oriunda de Italia, es por este motivo que en toda la Pampa Húmeda: la totalidad de la provincia de Buenos Aires -en donde se destacan las ciudades de Mercedes y Tandil–, los 3/4 orientales de la provincia de Córdoba (Río Cuarto, Villa María, San Francisco, Caroya, Oncativo, Corralito, Monte Ralo, etc.), la mayor parte de la provincia de Santa Fe y el este de la provincia de La Pampa, se realizan con gran calidad y en gran cantidad excelentes salames. Fuera de la Pampa Húmeda es común el salame, siendo importantes productoras las provincias de Entre Ríos, Mendoza, Santiago del Estero, San Luis y Río Negro.
En el Río de la Plata y Paraguay, las fetas de salame se utilizan principalmente para preparar sándwiches como los de miga, o para ciertas pizzas como la llamada "a la calabresa" o, en dados, como un ingrediente principal de las picadas.
En la ciudad de Mercedes, en la provincia de Buenos Aires, se realiza la "Fiesta Nacional del Salame Quintero", en la cual hay una Reina electa cada año.
En Tandil tiene lugar el Festival de La Sierra, donde se presenta el salame más largo del mundo, desafío que comenzó en 2014 y continúa hasta la actualidad, respetando los estándares de calidad que hacen del salame de la denominación de origen de Tandil un producto genuino e histórico de la región. 
En la edición 2020 el salame más largo del mundo, de 273 kilos de peso, fue elaborado con 60% de carne de cerdo, 20% de carne vacuna y 20% de tocino y supuso el trabajo de más de 100 colaboradores.  
| AÑO  | LARGO (en metros) |
| 2014 | 16,1              |
| 2015 | 20,9              |
| 2016 | 28,2              |
| 2017 | 41,9              |
| 2018 | 53,4              |
| 2019 | 87,56             |
| 2020 | 99,5              |